# 아일랜드 (연극)
《아일랜드》(The Island)는 남아프리카 공화국 출신의 연출가이며 극작가인 아톨 후가드(Athol Fugard)와 흑인 배우 존 가니(John Kani)·윈스톤 앵쵸나(Winston Ntshona)의 합작으로 1972년 작이다. 악명높은 남아연방의 흑백 인종분리정책을 다룬 고발적 작품이기 때문에 1973년에 케이프 타운에서 극단의 단원들만 참석한 가운데 비공개리에 단 한번 공연한 뒤 곧장 외국(영국)으로 진출하여 호평을 받은 이색작이다.
대한민국에서는 극단 '실험극장(實驗劇場)'이 구희서(具熙書) 역, 윤호진(尹浩鎭) 연출로 1977년 11월 25일부터 공연하여 1978년 2월까지 장기 공연했다.

## 내용 및 해설
《아일랜드》는 제목이 뜻하는 것처럼 인종차별 정책에 반대하다 체포된 죄수들만이 갇혀있는 남태평양상의 고도(孤島) 로빈섬이 실제무대로서 한 감방의 두 죄수 윈스톤과 존의 극한상황 속의 삶을 적나라하게 묘사한 작품이다. 그들은 단순히 이상(理想)과 신념 때문에 체포되어 재판을 받았고 판사는 이들의 신념과 이상을 한낱 어린애 장난이라고 가볍게 밀어붙이면서 무기형과 10년형을 선고했던 것이다. 여기에서 그들은 인간의 존엄성을 생각하게 되고 법의 모순을 회의하게 되며 권력의 비리에 울분케 된다. 그러나 자기들의 주장은 말할 것도 없었고 인간적 삶마저 차단된 그들은 유일한 변론기회로서 '안티고네' 재판극을 생각해낸다. 그때 마침 10년형의 존이 3년으로 감형되고 석방이 3개월 뒤로 다가오게 된다. 존은 기뻐 날뛰지만 종신형의 윈스톤은 더욱 절망한다. 이상과 범용한 삶이란 두 극에서 방황하고 고민하던 그들은 불굴의 신념을 되찾고 절망과 내면적 죽음마저 초극한다. 그리하여 그들은 최후 수단으로서 안티고네 재판을 연출하여 당국을 통렬하게 비판한 뒤 다시 손발에 수갑을 찬다. 안티고네 재판은 이 작품의 클라이맥스로서 인위법(人爲法)이 신법(神法) 위에 놓일 수 없다는 것을 설명하기 위하여 그들이 본보기로 가져온 희랍비극이다. 그러니까 인위법이 자연법 위에 놓이게 되면 인간의 존엄성은 물론 기본권마저 짓밟히게 된다는 것이다. 이는 법과 양심, 정치와 도덕성의 갈등으로서 인류사를 관통하여 언제나 제기되는 문제인 것이다. <아일랜드>가 설득력과 감동을 안겨주는 이유는 바로 인위법에 맹종하지 않고 자연법과 양심, 그리고 인간애를 좇아 참담한 죽음을 택하는 처녀 안티고네의 비극적 삶을 남아 흑인들의 리얼리티로, 더 나아가서는 모든 세계 관객의 리얼리티로까지 승화시킨 데 있다. 이처럼 <아일랜드>는 자연법과 인위법의 갈등, 자유와 운명의 갈등, 국가와 개인적 삶 등을 매우 예각적으로 그린 작품이다. 그러면서 법 뒤에 도사린 권력악을 고발한다. 그렇기 때문에 이 작품은 흑백 인종문제를 넘어 인간 대 정치권력의 차원으로까지 확대되고 현대인의 자기 확인으로까지 이어져 간다. 이처럼 문제성을 지닌 작품이면서도 예술성이 높은 것은 인간탐구에 대한 깊이는 물론 두 죄수의 인간적 삶에 대한 끝없는 동경과 좌절, 고통과 슬픔이 서정적으로 그려져 있기 때문이다.